# Joseph Anton von Maffei
Joseph Anton von Maffei (4. září 1790, Mnichov – 1. září 1870, tamtéž) byl německý průmyslník, konstruktér a podnikatel.
Anton von Maffei, Joseph von Baader (1763–1835) a baron Theodor von Cramer-Klett (1817–1884) patří mezi nejdůležitější průkopníky železniční dopravy v Bavorsku.

## Život
Joseph Anton Maffei byl synem italského šlechtice a obchodníka z Verony. Palazzo Maffei dodnes stojí na veronském náměstí Piazza delle Erbe. Jeho otec do Mnichova přišel podnikat ve velkoobchodě s tábákem, Joseph Anton pak v obchodě dále pokračoval.
V roce 1835 byli Maffeiové mezi zakládajícími akcionáři Bayerische Hypotheken- und Wechselbank. O rok později založil Anton v mnichovském Anglickém parku firmu na výrobu lokomotiv J. A. Maffei. Jeho snahou a velkým přáním bylo, aby se Bavorsko stalo konkurenceschopným ve výrobě lokomotiv. Z malé firmy vznikl celosvětově proslulý výrobce. Mimo jiné se firma Maffei podílela i na stavbě železniční trati Mnichov–Augsburg a také podporovala J. U. Himbsela při stavbě soukromé dráhy Mnichov–Starnberg.
V roce 1851 uvedla společnost Maffei do provozu na Starnberském jezeře svůj první parník Maximilian. Do roku 1926 postavila celkem 44 parou poháněných lodí.
V roce 1864 vyrobila svou pětistou lokomotivu. Maffei byl i mnichovským magistrátním radou a zasadil se i o stavbu luxusního hotelu Bayerischer Hof.
Ke známými typům lokomotiv z produkce firmy Maffei patří bavorské rychlíkové S 2/6 (rychlostní rekord v roce 1907: 154 km/h) a S 3/6, dnes vystavené v Deutsche Museum v Mnichově (S 3/6) a v muzeu dopravy v Norimberku (S 2/6).
Joseph Anton rytíř von Maffei zemřel 1. září 1870, jeho hrob je dnes na mnichovském hřbitově Alter Südfriedhof (Starý jižní hřbitov). Na firmu J. A. Maffei byl v roce 1930 vypsán konkurs a o rok později se sloučila s firmou Krauss, vznikla tak společnost Krauss-Maffei.
Villa Maffei ve Feldafingu (u Starnberského jezera) slouží dnes jako muzeum.

## Galerie

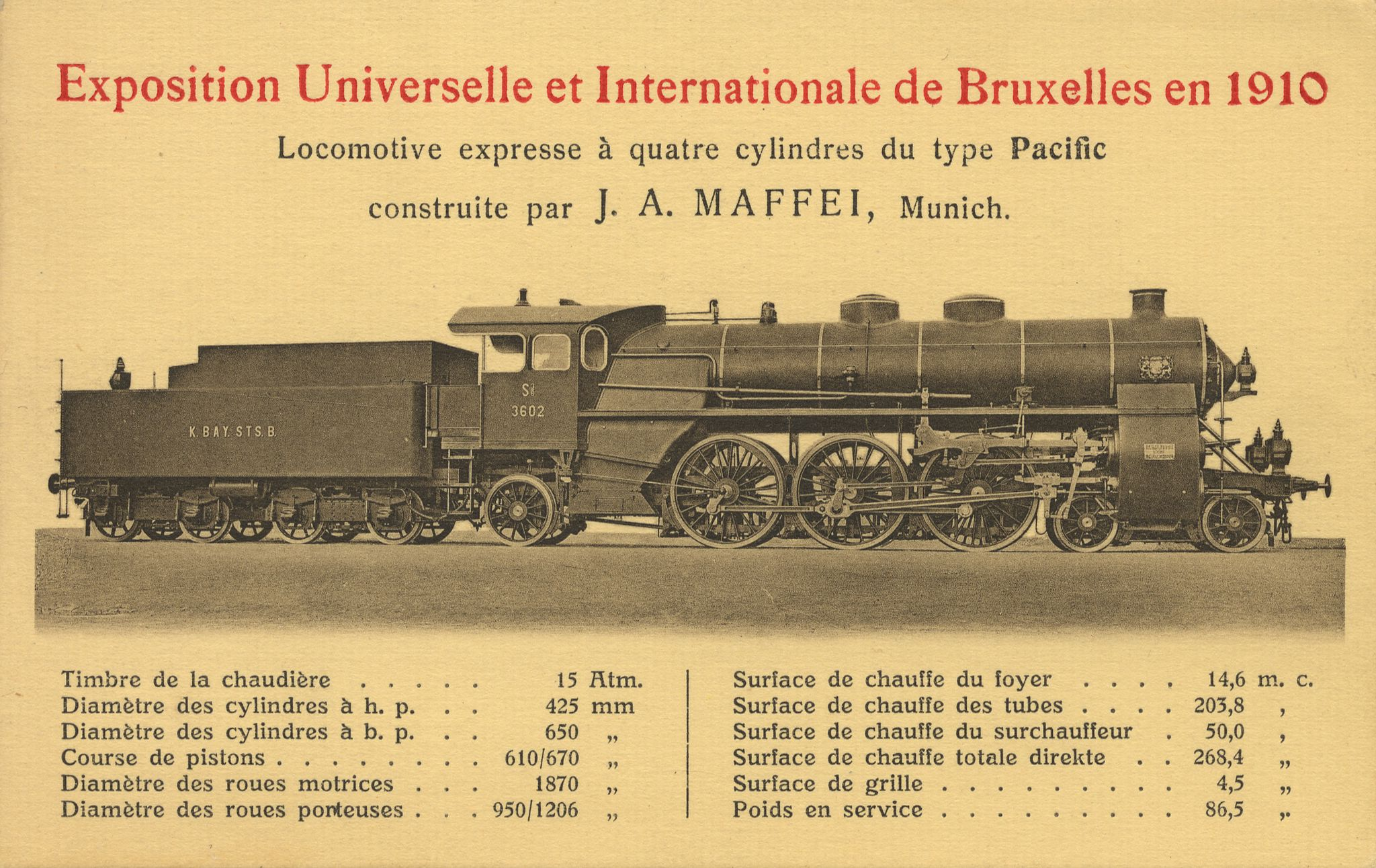
Rychlíková lokomotiva typ Pacific (S 3/6)
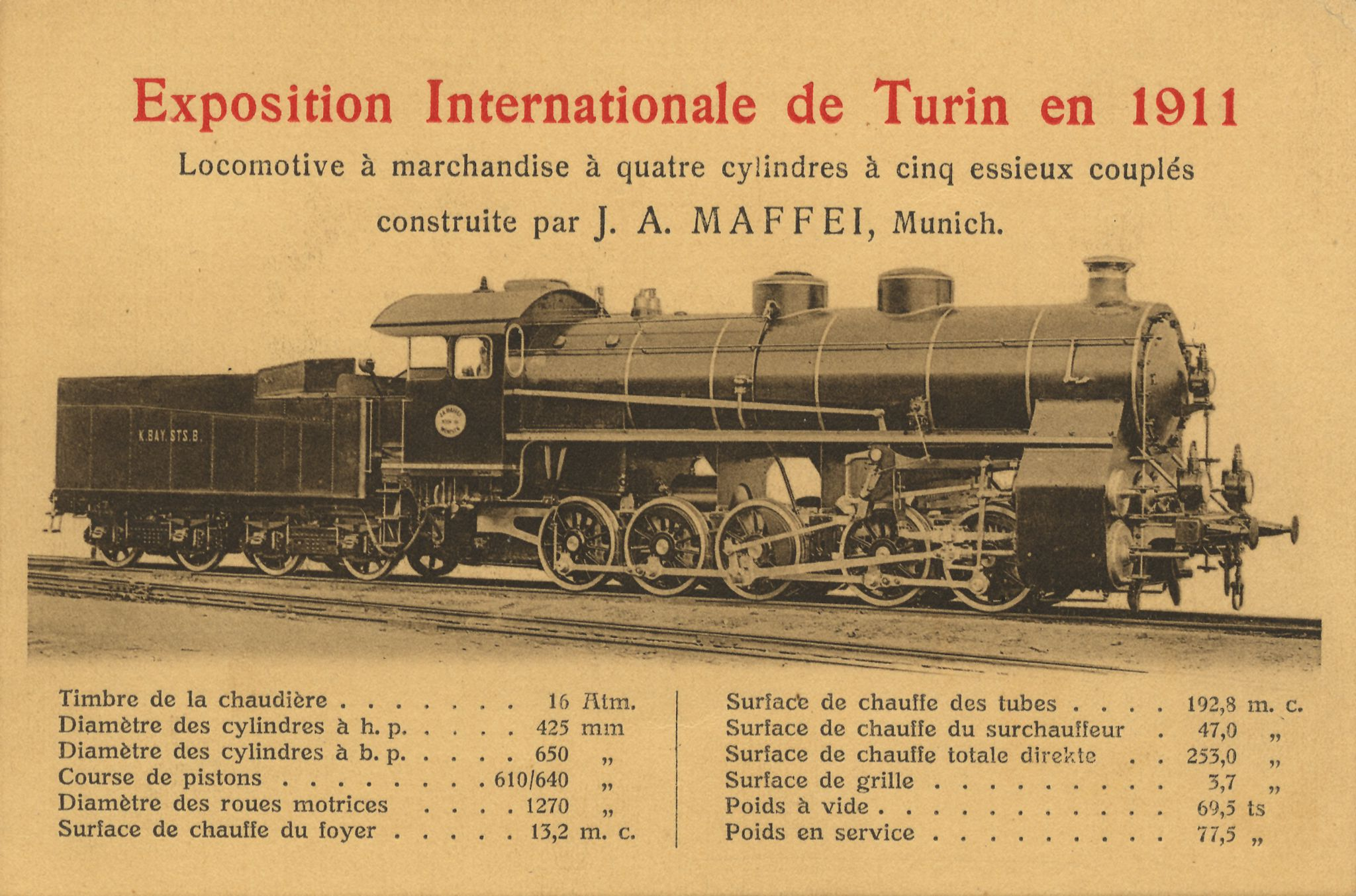
Lokomotiva G 5/5
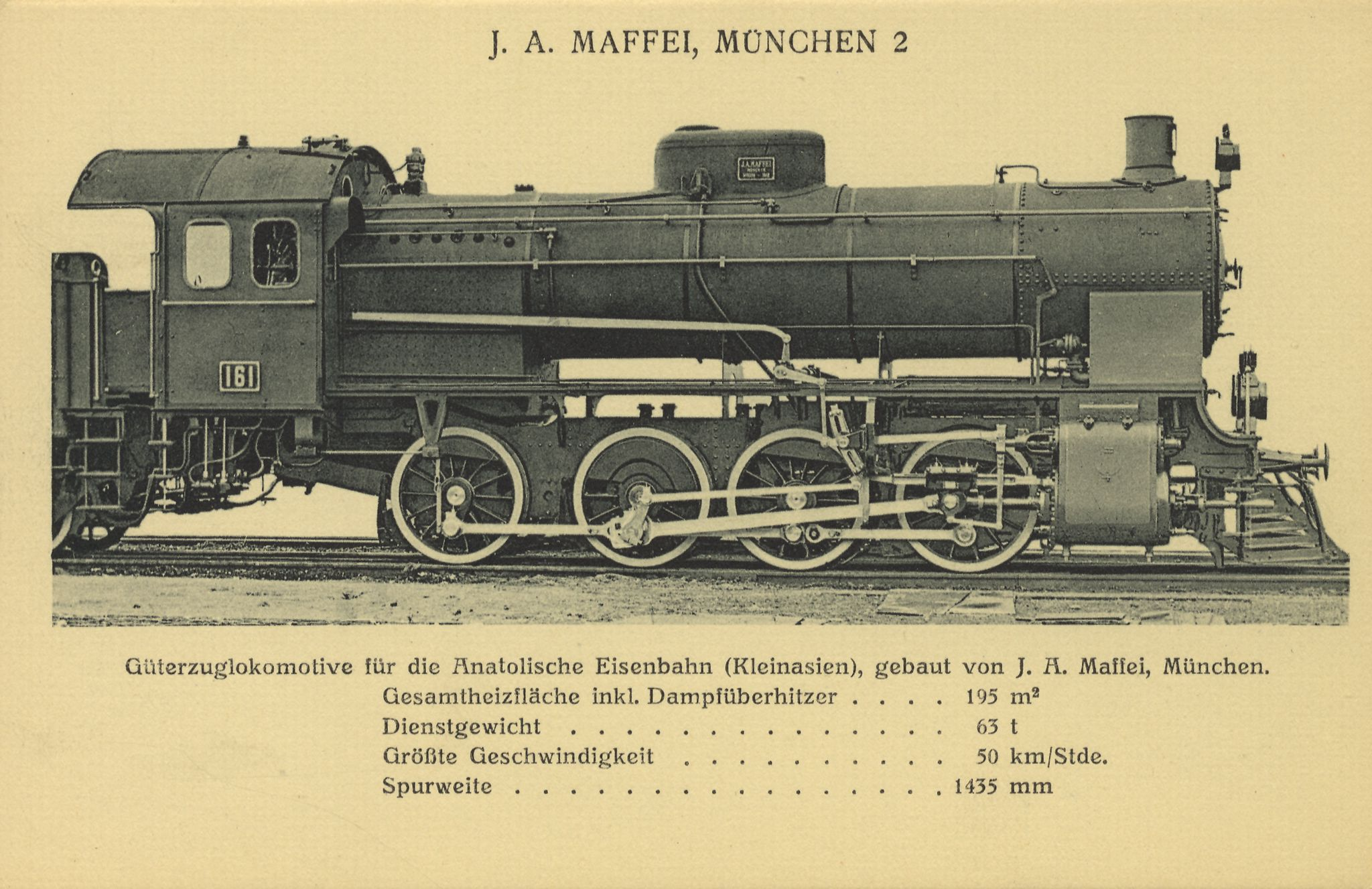
Lokomotiva pro Anatolské železnice
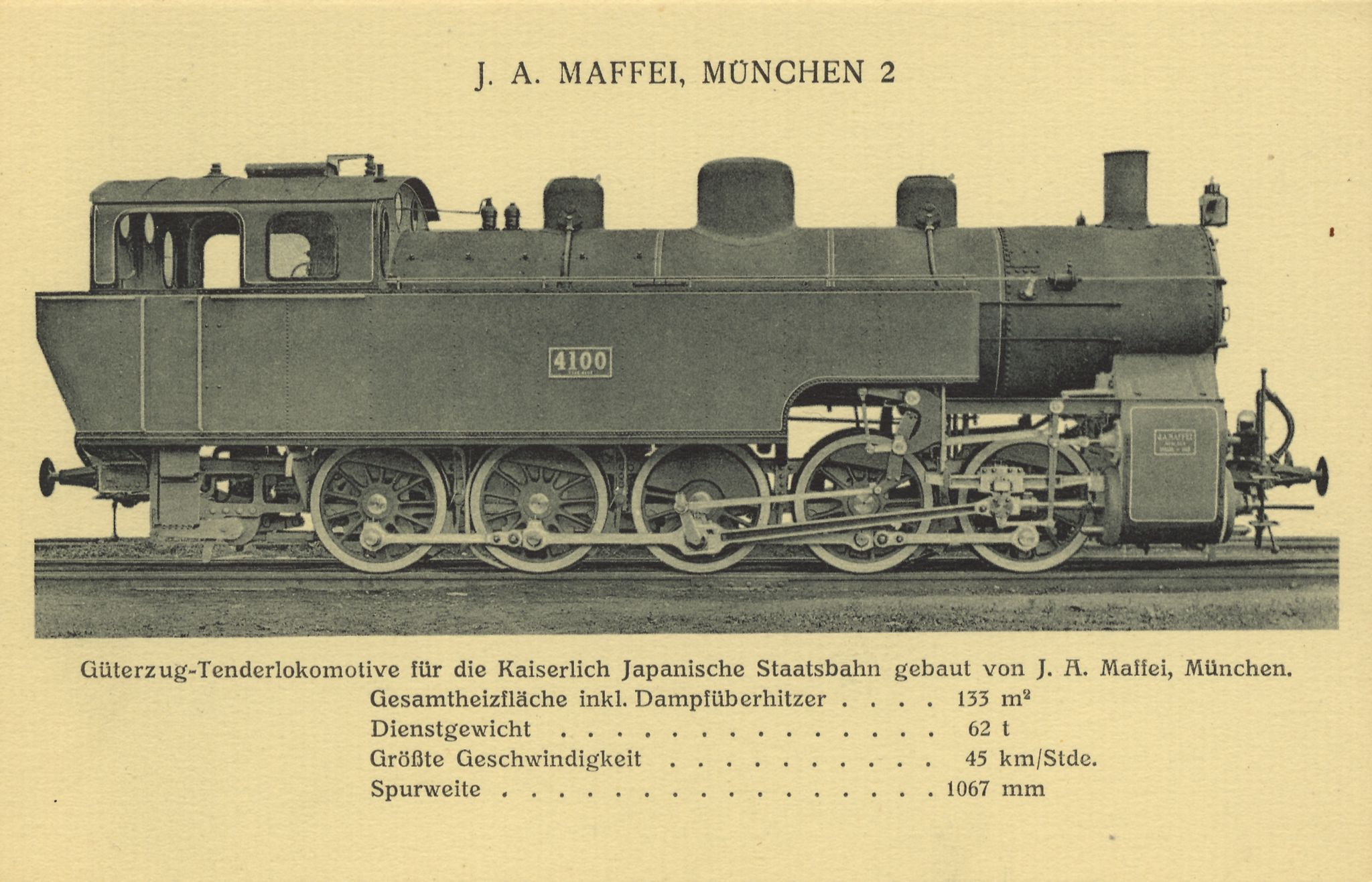
Lokomotiva pro Japonské císařské železnice
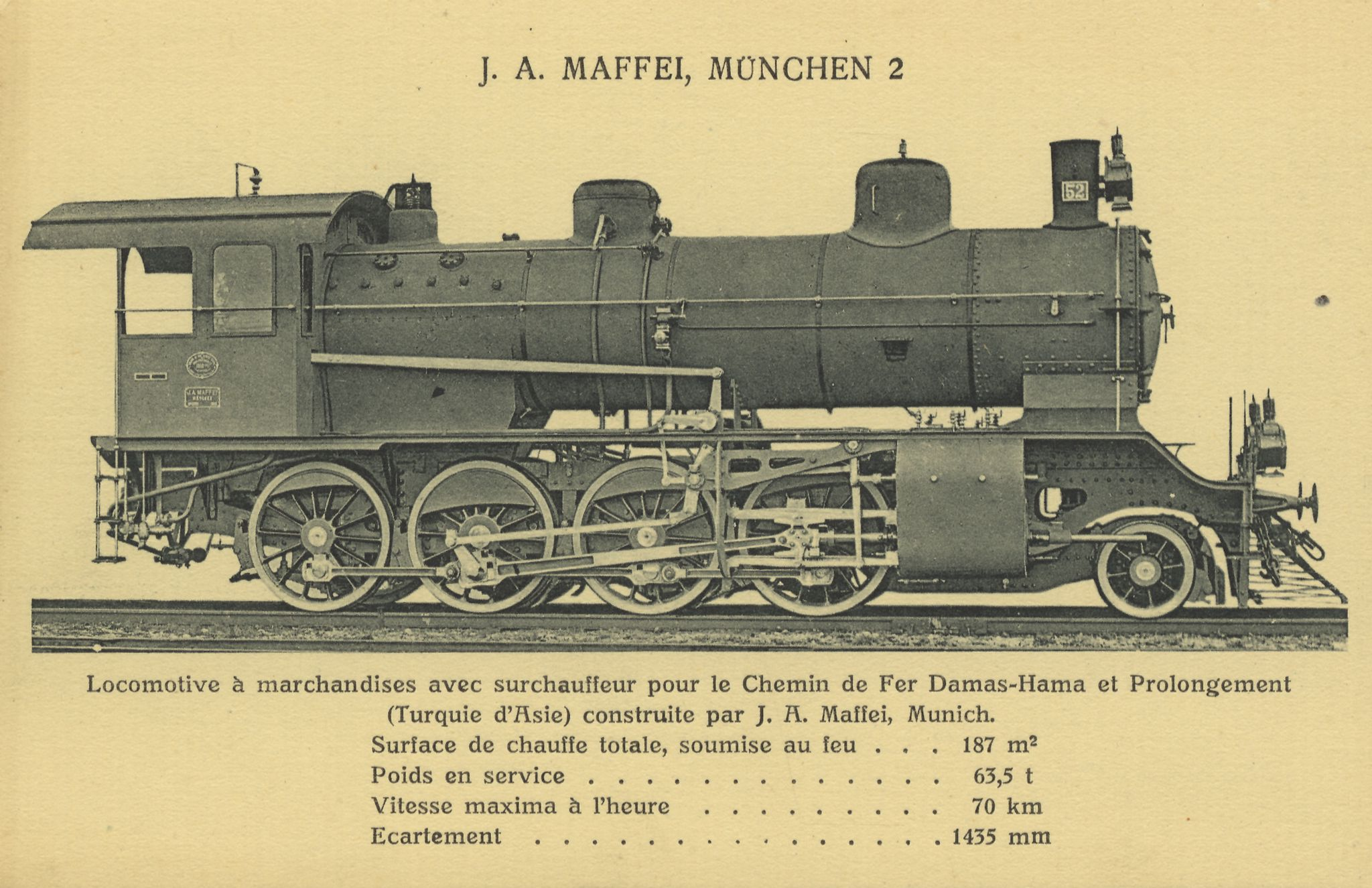
Lokomotive pro trať Damas-Hama
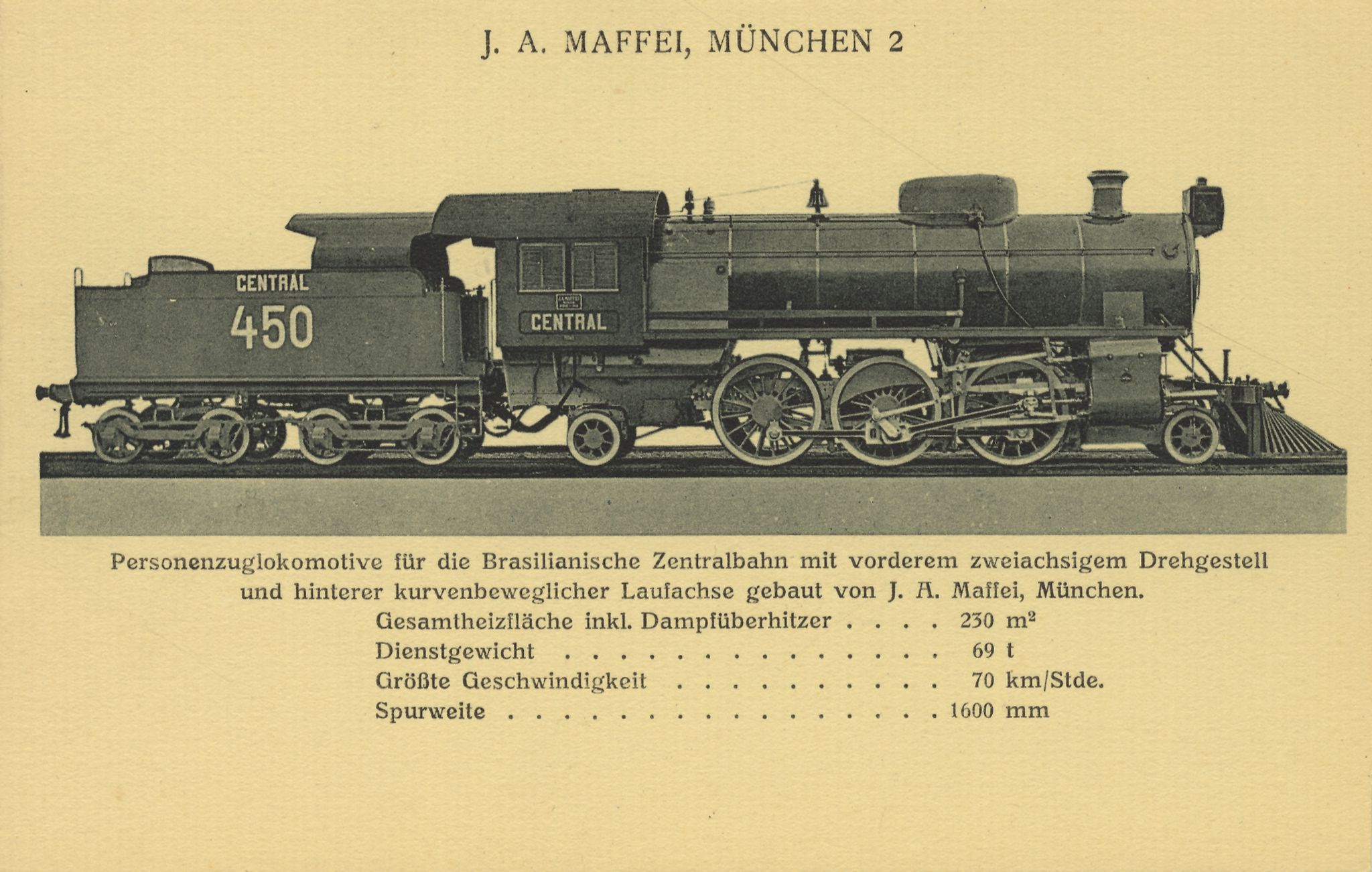
Lokomotiva pro Brazilské centrální železnice